# Canton de Gennes
Le canton de Gennes est une ancienne division administrative française située dans le département de Maine-et-Loire et la région Pays de la Loire.
Il disparait aux élections cantonales de mars 2015, réorganisées par le redécoupage cantonal de 2014.

## Composition
Le canton de Gennes comprenait dix communes et comptait 8 045 habitants (population municipale) au 1er janvier 2012.
| Nom                          | Code Insee | Intercommunalité | Population (dernière pop. légale) |
| ---------------------------- | ---------- | ---------------- | --------------------------------- |
| Gennes (chef-lieu)           | 49149      | CC du Gennois    | 2 254 (2013)                      |
| Ambillou-Château             | 49P01      | CC du Gennois    | 941 (2013)                        |
| Chemellier                   | 49091      | CC du Gennois    | 809 (2014)                        |
| Chênehutte-Trèves-Cunault    | 49094      | CC du Gennois    | 1 031 (2013)                      |
| Coutures                     | 49115      | CC du Gennois    | 519 (2014)                        |
| Grézillé                     | 49154      | CC du Gennois    | 621 (2013)                        |
| Louerre                      | 49181      | CC du Gennois    | 485 (2013)                        |
| Noyant-la-Plaine             | 49230      | CC du Gennois    | 352 (2013)                        |
| Saint-Georges-des-Sept-Voies | 49279      | CC du Gennois    | 694 (2013)                        |
| Le Thoureil                  | 49346      | CC du Gennois    | 444 (2013)                        |

## Géographie
Situé dans le Saumurois, ce canton est organisé autour de Gennes dans l'arrondissement de Saumur. Sa superficie est de plus de 163 km2 (16 371 hectares), et son altitude varie de 17 mètres (Le Thoureil) à 103 mètres (Louerre), pour une altitude moyenne de 48 mètres.
| Nom de la commune            | Surface (ha) | Alt. mini (m) | Alt. maxi (m) |
| ---------------------------- | ------------ | ------------- | ------------- |
| Ambillou-Château             | 1 999        | 47            | 101           |
| Chemellier                   | 1 099        | 31            | 92            |
| Chênehutte-Trèves-Cunault    | 2 761        | 20            | 96            |
| Coutures                     | 931          | 30            | 89            |
| Gennes                       | 3 252        | 22            | 98            |
| Grézillé                     | 1 762        | 44            | 100           |
| Louerre                      | 1 444        | 49            | 103           |
| Noyant-la-Plaine             | 499          | 57            | 87            |
| Saint-Georges-des-Sept-Voies | 1 522        | 31            | 93            |
| Le Thoureil                  | 1 102        | 17            | 84            |

## Histoire
Le canton de Gennes (chef-lieu) est créé en 1790. Il est intégré au district de Saumur, puis en 1800 à l'arrondissement de Saumur.
Dans le cadre de la réforme territoriale, un nouveau découpage territorial pour le département de Maine-et-Loire est défini par le décret du 26 février 2014. Le canton de Gennes disparait aux élections cantonales de mars 2015.

## Administration
Le canton de Gennes est la circonscription électorale servant à l'élection des conseillers généraux, membres du conseil général de Maine-et-Loire.

### Conseillers généraux de 1833 à 2015
| Période | Période      | Identité                                  | Étiquette               | Qualité                                                                                    |
| ------- | ------------ | ----------------------------------------- | ----------------------- | ------------------------------------------------------------------------------------------ |
| 1833    | 1836 (décès) | René-François Allain-Targé                |                         | Président de chambre à la Cour royale d'Angers                                             |
| 1836    | 1848         | François Allain-Targé (fils du précédent) |                         | magistrat à Angers                                                                         |
| 1848    | 1864         | Jean-Auguste Boutiller de Beauregard      |                         | Propriétaire, maire de Louerre                                                             |
| 1864    | 1919         | Ernest Grignon (1833-1921)                | Droite                  | Propriétaire - Maire de Louerre                                                            |
| 1919    | 1925         | Charles Richefeu                          | Conservateur            | Propriétaire à Louerre                                                                     |
| 1925    | 1927 (décès) | René Charrier                             | Rad.                    | Maire de Gennes (1919-1927)                                                                |
| 1928    | 1937         | Ernest Blavette                           | URD                     | Notaire à Gennes                                                                           |
| 1937    | 1940         | Léon Lebreton                             | Républicain national    | Maire de Louerre, conseiller d'arrondissement Nommé conseiller départemental en 1943       |
|         |              |                                           |                         |                                                                                            |
| 1945    | 1973         | Joseph Cocard                             | DVD                     | Notaire, directeur de l'ESSCA Maire de Gennes (1945-1953)                                  |
| 1973    | 1992         | André Courtiaud (1924-2014)               | UDF-CDS                 | Pharmacien Maire de Gennes (1965-1995)                                                     |
| 1992    | 1998         | Jacques Bossoutrot                        | DVD                     | Chef d'entreprise Maire de Gennes (1995-2001)                                              |
| 1998    | 2015         | Alain Lauriou                             | UDF puis MoDem puis UDI | Professeur dans l’enseignement technique supérieur à Saumur Conseiller municipal de Gennes |

### Résultats électoraux détaillés
- Élections cantonales de 2004 : Alain Lauriou (UDF) est élu au 1er tour avec 58,15 % des suffrages exprimés, devant Eric Wolf (VEC) (21,61 %) et Dany Cornet (FN) (10,95 %). Le taux de participation est de 65,69 % (3 360 votants sur 5 115 inscrits)[7].
- Élections cantonales de 2011 : Alain Lauriou (DVD) est élu au 2e tour avec 56,83 % des suffrages exprimés, devant Jean-Yves Fulneau (Divers droite) (43,17 %). Le taux de participation est de 49,94 % (2 651 votants sur 5 308 inscrits)[8].

### Conseillers d'arrondissement (de 1833 à 1940)
| Période                                  | Période      | Identité                                    | Étiquette            | Qualité |
| ---------------------------------------- | ------------ | ------------------------------------------- | -------------------- | --- |
| 1833                                     | 1845         | Vicomte Fortuné Defos-Letheulle (1790-1852) |                      | Négociant et banquier à Saumur, maire de Gennes (1838-1841)                                                 |
| 1845                                     | 1848         | M. Defos fils                               |                      | Maire de Gennes                                                                                             |
|                                          |              |                                             |                      | |
| 1919                                     | 1927 (décès) | Georges Prieur                              |                      | Vétérinaire, adjoint au maire de Gennes                                                                     |
| 1928                                     | 1934         | Alfred Hétreau (1891-1946)                  | Radical              | Propriétaire à Ambillou-Château                                                                             |
| 1934                                     | 1937         | Léon Lebreton                               | Républicain national | Maire de Louerre                                                                                            |
| 1937                                     | 1940         | Charles Guéret                              | Droite               | Cultivateur, maire de Chemellier                                                                            |
| 1940                                     |              |                                             |                      | Les conseils d'arrondissement ont été suspendus par la loi du 12 octobre 1940 et n'ont jamais été réactivés |
| Les données manquantes sont à compléter. |              |                                             |                      | |

## Démographie
| 1962  | 1968  | 1975  | 1982  | 1990  | 1999  | 2006  | 2011  | 2012  |
| ----- | ----- | ----- | ----- | ----- | ----- | ----- | ----- | ----- |
| 6 391 | 6 164 | 5 987 | 6 393 | 6 587 | 6 667 | 7 248 | 7 922 | 8 045 |